# Ferdinand Lugerth

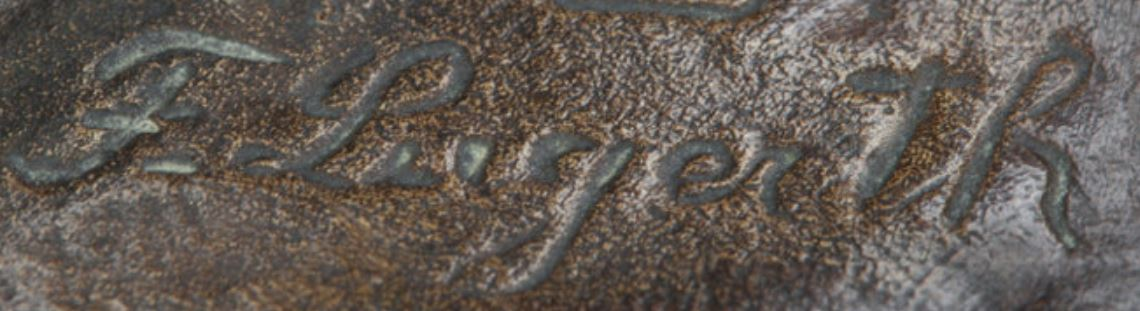
Signatur von Ferdinand Lugerth

Ferdinand Lugerth (* 1885; † 1915) war ein österreichischer Bildhauer.

## Leben
Über Lugerths Leben ist in der Literatur wenig bekannt. Er gilt als fleißiger junger Künstler, der zahlreiche Objekte produziert hat. Seine Statuetten sind auf dem Kunstmarkt bekannt.
1911 stellte er auf der Jubiläumsausstellung des Künstlerhauses Wien eine Bronze mit dem Titel Verteidigung aus. 1915 erhielt er zusammen mit Adolf Thomas (Architekt in Wien) 1000 Kronen als Preis für einen Entwurf mit dem Titel Ehrenschuld, den sie zum Thema Achilles eingereicht hatten.

## Werke (Auswahl)
Lugerths Statuetten aus Bronze sind im Jugendstil gehalten und zeigen vielfach weibliche und männliche Akte, oftmals auch mit mythologischen Sujets, die er gelegentlich mit Pferde- oder Hundemotiven kombinierte. Andere seiner Arbeiten zeigen chryselephantine Elemente.
- Diana mit ihrem Hund
- Pflüger
- Schwertkämpfer
- Bogenschütze
- Gladiator mit Peitsche
- Brunhilde mit Siegfried zu Pferd
- Mann mit Sense über der Schulter
- Tennisspielerin
- Artemis unterweist einen Schüler im Bogenschießen
- Mädchen in Biedermeierkleid
- Lesender nackter Junge, Paar Buchstützen
- Frauenakt mit Harfe